# Đại hội Thể thao Trẻ châu Á 2017
Đại hội Thể thao Trẻ châu Á 2017 (tiếng Anh: 2017 Asian Youth Games) đã là một sự kiện thể thao đa môn quốc tế. Ban đầu được lên kế hoạch tổ chức bởi thành phố Hambantota, Sri Lanka, một chủ nhà mới cho AYG 2017 đã được quyết định tại một đại hội đồng Hội đồng Olympic châu Á trong tương lai sau khi Sri Lanka mất quyền đăng cai. Bây giờ nó đã được quyết định hoãn lại cho đến năm 2021 ở Sán Đầu, Trung Quốc.

## Đấu thầu
Hambantota đã quyết định đấu thầu cho đại hội thể thao sau khi mất phiếu bầu để tổ chức Đại hội Thể thao Khối Thịnh vượng chung 2018 cuối cùng đã được trao cho Gold Coast ở Úc. Vào ngày 15 tháng 6 năm 2012, chủ tịch Hội đồng Olympic châu Á Ahmed Al-Fahad Al-Ahmed Al-Sabah tuyên bố rằng Hambantota đã được chọn làm chủ nhà của đại hội thể thao. Indonesia, Qatar, Thái Lan, Các Tiểu vương quốc Ả Rập Thống nhất, Uzbekistan cũng đấu thầu để tổ chức đại hội thể thao nhưng cuối cùng đã không thành công.
Sri Lanka đã bị OCA tước quyền đăng cai do sự can thiệp chính trị của chính phủ với ủy ban Olympic quốc gia. Indonesia được OCA đề nghị tiếp quản vị trí chủ nhà và đại hội thể thao được đề xuất là sự kiện thử nghiệm cho Đại hội Thể thao châu Á 2018. Sự thay thế của Sri Lanka đã được quyết định tại một đại hội đồng OCA dự kiến vào tháng 9 năm 2015, nhưng bây giờ người ta đã quyết định hoãn sự kiện này trong 4 năm vì không tìm thấy thành phố chủ nhà thay thế.